# Yves Deniaud (acteur)
Pour les articles homonymes, voir Yves Deniaud.
Yves Deniaud, est un comédien et chansonnier français, né le 6 décembre 1901 dans le 11e arrondissement de Paris et mort le  7 décembre 1959 dans le 15e arrondissement de Paris.

## Biographie
Acteur dans une cinquantaine de films (Drôle de drame, la Rose rouge), également homme de radio (le lampiste Leguignon sur Radio Luxembourg) et chansonnier (au Caveau de la République de Paris), célèbre dans les années 1950 pour ses versions en argot des fables de La Fontaine et des contes de Perrault, il enregistre également des textes de Gaston Couté.
C'est à lui que Louis Jouvet, dans Knock, pose la fameuse question : « Ça vous chatouille ou ça vous gratouille ? »
Il meurt d'un cancer le lendemain de son 58e anniversaire. Il est enterré au cimetière Nord de Clichy.

## Filmographie

### Cinéma
- 1937 : Drôle de drame de Marcel Carné - Un policier
- 1938 : Les Gens du voyage de Jacques Feyder - Le bonimenteur
- 1938 : Je chante de Christian Stengel - Le boucher
- 1938 : Prisons de femmes de Roger Richebé - Victor
- 1938 : Le Ruisseau de Maurice Lehmann et Claude Autant-Lara - Garçon de cabaret
- 1939 : Le Récif de corail de Maurice Gleize - Le vendeur du bazar
- 1939 : Dernière Jeunesse de Jeff Musso - Reynaud
- 1939 : Le Déserteur de Léonide Moguy
- 1939 : Quartier latin de Pierre Colombier, Christian Chamborant, Alexandre Esway - Napoléon
- 1939 : La Tradition de minuit de Roger Richebé - Le bonimenteur
- 1940 : Angélica de Jean Choux
- 1940 : L'Héritier des Mondésir d’Albert Valentin - Gaston
- 1940 : Les Surprises de la radio de Marcel Aboulker - Le facteur et le premier duelliste
- 1941 : Départ à zéro de Maurice Cloche - Jules
- 1942 : L'Appel du bled de Maurice Gleize - Le vendeur arabe
- 1942 : Le Bienfaiteur d’Henri Decoin - Vinchon
- 1942 : Lettres d'amour de Claude Autant-Lara - Le maire
- 1942 : Signé illisible de Christian Chamborant - Tatave
- 1943 : Les Deux Timides d’Yves Allégret - Le commis-voyageur
- 1943 : Une femme dans la nuit d’Edmond T. Gréville - Maxime
- 1943 : À la belle frégate d’Albert Valentin
- 1943 : Le Comte de Monte-Cristo "Edmond Dantès" de Robert Vernay - Pénelan
- 1943 : Des jeunes filles dans la nuit de René Le Hénaff - Le client de la voyante
- 1943 : Adieu Léonard de Pierre Prévert - Le garçon de café
- 1943 : Domino de Roger Richebé - Mirandole
- 1943 : Feu Nicolas de Jacques Houssin - Rigaud
- 1944 : Cécile est morte de Maurice Tourneur - Machepied
- 1944 : Service de nuit de Jean Faurez - Victor
- 1944 : La Vie de plaisir d’Albert Valentin - Gaston
- 1944 : Florence est folle de Georges Lacombe - Bianco
- 1945 : Fausse Alerte (tourné en 1940) de Jacques de Baroncelli - Le camelot
- 1945 : L'Extravagante Mission d’Henri Calef - Gilbert dit: "Patte de velours"
- 1945 : La Part de l'ombre de Jean Delannoy - Auguste
- 1945 : Comédiens ambulants court métrage de Jean Canolle - Le présentateur
- 1946 : Le Couple idéal ou "Voyage au pays des loufoques", "Diavolo contre Judex" de Bernard Roland - Julien
- 1946 : Jéricho d’Henri Calef - Robert Detaille
- 1946 : Leçon de conduite de Gilles Grangier - Angelo
- 1946 : La Foire aux chimères de Pierre Chenal - L'intermédiaire
- 1946 : Pas si bête d’André Berthomieu - Antony
- 1947 : L'Arche de Noé d’Henry Jacques - Maclou
- 1947 : La Colère des dieux de Carl Lamac - Truche
- 1947 : Fantômas de Jean Sacha - Arthur
- 1947 : Carré de valets d’André Berthomieu -  Jules
- 1948 : L'Idole d’Alexandre Esway - Al Simon
- 1948 : L'Armoire volante de Carlo Rim - Martinet
- 1949 : Les Amants de Vérone d’André Cayatte - Ricardo
- 1949 : Barry de Richard Pottier - Le sergent Brocard dit « Lafleur »
- 1949 : Barry, moines du Mont Saint-Bernard version suisse du film précédent de Karl Anton et Richard Pottier - Le sergent Brocard dit: Lafleur"
- 1949 : La Bataille du feu ou Les Joyeux conscrits de Maurice de Canonge - Le sergent Poirier
- 1949 : Fantômas contre Fantômas de Robert Vernay - L'ordonnateur
- 1949 : Jean de la Lune de Marcel Achard - Le colonial dans le train
- 1949 : Le Signal rouge d’Ernst Neubach - Le clochard
- 1949 : L'Héroïque Monsieur Boniface de Maurice Labro - Un gangster
- 1949 : Millionnaires d'un jour d’André Hunebelle - Antoine Bergas, le clochard
- 1949 : Appel d'Yves Deniaud court métrage, documentaire anonyme - Lui-même
- 1949 : Monseigneur de Roger Richebé - Bouaffre, le patron serrurier
- 1949 : On demande un assassin d’Ernst Neubach - Tom
- 1949 : Séraphins et truands court métrage de René Sti
- 1950 : Au p'tit zouave de Gilles Grangier - Henri
- 1950 : Le 84 prend des vacances de Léo Joannon - Laplanche
- 1950 : Un homme marche dans la ville de Marcel Pagliero - Albert
- 1950 : Les femmes sont folles de Gilles Grangier - Hector Robilleau
- 1950 : La Peau d'un homme de René Jolivet - Daniel Mareuil
- 1951 : Boniface somnambule de Maurice Labro - René, le gangster
- 1951 : Knock de Guy Lefranc - Le tambour de ville
- 1951 : La rose rouge de Marcel Pagliero - Albert
- 1951 : Le Banquet des fraudeurs d’Henri Storck - Le brigadier Achille Van Moll
- 1951 : La Maison Bonnadieu de Carlo Rim - Mouffe
- 1951 : Le Roi des camelots d’André Berthomieu - Raymond
- 1952 : Les Deux Gosses (I due derelitti) de Flavio Calvazara
- 1952 : Monsieur Leguignon lampiste de Maurice Labro - Diogène Leguignon, lampiste
- 1952 : La Loterie du bonheur de Jean Gehret - Léon Lucas
- 1952 : Ouvert contre X de Richard Pottier - L'inspecteur Bonnardel
- 1952 : Mon curé chez les riches d’Henri Diamant-Berger - L'abbé Pellegrin
- 1953 : Autant en emporte le gang de Jacques Moisy et Michel Gast - Voix uniquement
- 1953 : Le Chasseur de chez Maxim d’Henri Diamant-Berger - Julien Pauphilat
- 1953 : La Bergère et le Ramoneur dessin animé de Paul Grimault - Voix du chef de la police
- 1954 : L'Étrange Désir de monsieur Bard de Géza von Radványi - Antonio, l'ami de M. Bard
- 1954 : Si Versailles m'était conté… de Sacha Guitry - Le paysan
- 1954 : Crainquebille de Ralph Habib - Crainquebille, marchand des quatre saisons
- 1954 : Huis clos de Jacqueline Audry - Le garçon d'étage
- 1955 : Fantaisie d'un jour de Pierre Cardinal - Papa Bénard
- 1955 : Les Chiffonniers d'Emmaüs de Robert Darène - Djibouti
- 1955 : Leguignon guérisseur de Maurice Labro - Diogène Leguignon
- 1955 : On déménage le colonel de Maurice Labro - Roméo
- 1956 : Le Couteau sous la gorge de Jacques Séverac - Le commissaire Lucas
- 1956 : Mon curé chez les pauvres d’Henri Diamant-Berger - L'abbé Pellegrin
- 1956 : Le Colonel est de la revue de Maurice Labro - Calla, le mari de Cora
- 1956 : Les Copains du dimanche film qui n'est jamais sorti en salle - d’Henri Aisner - Le vieil ouvrier
- 1957 : Ce joli monde de Carlo Rim - Pepito, chef de bande
- 1957 : Quand la femme s'en mêle d’Yves Allégret - Bobby
- 1958 : La Moucharde de Guy Lefranc - Parola
- 1958 : Sérénade au Texas de Richard Pottier - Roderick, le saltimbanque
- 1958 : Nuits de Pigalle de Georges Jaffé - Boursier

### Télévision
- 1955 : Monsieur Brotonneau de François Gir - M. Brotonneau
- 1956 : Affaire vous concernant de Claude Loursais
- 1958 : Airs De France (mini-série)  épisode :  Là-haut de Jean-Paul Carrère - Saint Pierre
- 1959 : L'Ange de miséricorde de François Gir

## Théâtre
- 1942 : Colinette de Marcel Achard, mise en scène Pierre Dux, Théâtre de l'Athénée
- 1945 : La Revue des Capucines, livret de Pierre Louki, Mauricet, Serge Veber, musique de Mitty Goldin, Perre Mercier, Raoul Moretti, mise en scène Louis Blanche, Théâtre des Capucines[2]
- 1949 : Sébastien de Henri Troyat, mise en scène Alfred Pasquali, Théâtre des Bouffes Parisiens
- 1952 : Madame Filoumé d'Eduardo De Filippo, mise en scène Jean Darcante, Théâtre de la Renaissance
- 1957 : La Guerre du sucre de Robert Collon, mise en scène Yves Allégret, Théâtre des Bouffes-Parisiens
- 1959 : De sept heures à sept heures de Guillaume Hanoteau et Philippe Georges d'après Robert Cedric Sherriff, mise en scène Max Mégy, Théâtre des Arts
- 1959 : Soleil de minuit de Claude Spaak, mise en scène Daniel Leveugle, Théâtre du Vieux-Colombier